# Vlag van Huntingdonshire

Vlag van Huntingdonshire

De vlag van Huntingdonshire is de vlag van het traditionele graafschap Huntingdonshire in Engeland. De vlag werd op 25 juni 2009 door het Flag Institute opgenomen in het vlaggenregister van het Verenigd Koninkrijk.
De vlag werd voor het eerst voorgesteld door Rupert Barnes van de Huntingdonshire Society die de traditionele county-status van Huntingdonshire promoot. Het oorspronkelijke ontwerp van de Society werd in juni 2007 gepubliceerd. In 2009 stelde Graham Bartram, de hoofdvexilloloog van het Flag Institute, wijzigingen aan het ontwerp voor, die de Society accepteerde. Dit laatste ontwerp werd geregistreerd als de vlag van de county.
De vlag was niet helemaal een origineel ontwerp; hij is opgenomen in het wapen dat het College of Arms in 1937 toekende aan Huntingdonshire County Council en dat nu wordt gedragen door Huntingdonshire District Council. De volledige uitvoering van het wapen van Huntingdonshire is te zien als een wapenschild:
On a Wreath of Argent and Azure a Lion rampant Gules gorged with a Collar flory counter-flory Or and supporting a Staff proper flying therefrom a Banner Vert charged with a Hunting Horn stringed Or
Het is een groene vlag met een gouden jachthoorn met baleinen, vormde toen de basis voor het ontwerp van de vlag van het graafschap. De jachthoorn als symbool voor de stad Huntingdon of voor Huntingdonshire komt ook voor in oudere burgerlijke heraldiek, bijvoorbeeld het wapen van de voormalige Borough of Huntingdon and Godmanchester.
De vlag heeft een lengte:breedte-verhouding van 5:3. De gebruikte kleuren zijn groen (PMS 355) en geel.